# No. 43 Commando
43-й загін британських командос (англ. No. 43 Commando), або 43-тя група командос захисту флоту Королівської морської піхоти (англ. 43 Commando Fleet Protection Group; 43 Cdo FP Gp RM) — підрозділ спеціального призначення британських командос, що структурно входить до складу Королівської морської піхоти Великої Британії і веде свою історію з часів заснування у Другу світову війну.
43-тя група командос захисту флоту Королівської морської піхоти, раніше відома як Рота Королівської морської піхоти Комаккьо (1980—1983), Група Королівської морської піхоти Комаккьо (1983—2001) та Група захисту флоту Королівської морської піхоти (2001—2012), — це підрозділ Королівської морської піхоти чисельністю 550 осіб, відповідальний за охорону ядерної зброї Сполученого Королівства. Підрозділ, що базується на військово-морській базі Клайд, є частиною Сил командос Великої Британії.
Він успадкував традиції та бойові почесті 43-го загону командос британської Королівської морської піхоти часів Другої світової війни.

## Призначення та місії
Головним призначенням 43-ї групи командос є запобіганні несанкціонованому доступу до стратегічних ядерних засобів стримування Великої Британії шляхом надання спеціалізованих військових спроможностей. Крім того, морські абордажні та снайперські команди, а також війська підвищеної готовності флоту розгортаються по всьому світу для виконання спеціалізованих завдань з морської безпеки на підтримку Королівського флоту.
43-тя група захисту командос флоту Королівської морської піхоти — це підрозділ Королівської морської піхоти, що базується на військово-морській базі Клайд у Шотландії, і є частиною британських сил командос, британських експедиційних десантних сил високої готовності.
Станом на 2016 рік 43-тя група захисту командос налічувала понад 550 осіб і організована в кілька підрозділів:
- штабний ескадрон
- стрілецький ескадрон «O»
- стрілецький ескадрон «P» (реформована у 2018 році)
- стрілецький ескадрон «R»

## Історія
1 квітня 1945 року 2-га бригада у повному складі з особовим складом загонів No. 2, 9, 40 та 43 під командуванням підполковника Ронні Тода залучалася до проведення операції «Роаст» у бухті Комаккьо на північному сході Італії. З початком масштабного наступу союзних військ на півночі країни, командос вели затяті бої з противником, примушуючи його відступити за річку По й своїми діями забезпечували фланг 8-ї британської армії. В ході битви британські командос знищили три піхотні батальйони, два артилерійські підрозділи та кулеметну роту Вермахту. Вояки захопили 946 німецьких солдатів у полон, а також 20 польових гармат й значну кількість мінометів, реактивних установок противника.
За проявлений героїзм та мужність два командос майор Андерс Лассен (Спеціальна повітряна служба) та капрал Томас Пек Хантер (No. 43 морської піхоти) були посмертно удостоєні найвищої нагороди Британської імперії — хреста Вікторії.